# Крона (монета Данії)
Монета крона є другою за розміром номіналом данської крони.

## Історія

### Срібна монета
Першою монетою крони була монета срібла 0,800 проби, випущена в 1875 році. Вона мала діаметр 25 мм і важила 7,5 г. На аверсі монети зображений король Данії Крістіан IX із написом KONGE AF DANMARK (король Данії). На реверсі був зображений герб Данії з номіналом, написаним під ним. Монета карбувалась у 1875, 1876, 1892 та 1898 роках 
Друга срібна крона була викарбувана в 1915 і 1916 роках із зображенням короля Данії Крістіана X на аверсі. Вона викарбувана за тими ж характеристиками, що й попередня монета.

### Алюмінієво-бронзова монета
У 1924 році була представлена алюмінієва бронзова крона з увінчаним монограмою Крістіана X на аверсі та знову короною на реверсі, і випускалася до 1941 року  Вона мала діаметр 25,5 мм, товщину 1,8 мм і вагу 6,5 г. 
У 1942 році портрет короля та його титул повернулися на аверс, а на реверсі була зображена пшениця. Це був перший випадок, коли корони (від якої походить назва монети) не було. 
У 1947 році портрет Крістіана X був замінений на портрет нового короля Данії Фредеріка IX. Повернулася корона над данським гербом.

### Монета з мельхіору
Мідно-нікелева версія була представлена в 1960 році з тим самим малюнком, за винятком того, що герб було замінено Королівським гербом, що має відмінний дизайн. Її маса зросла до 6,8 г. У 1973 році портрет на монеті було змінено на нову королеву Данії Маргрете II. Її напис: MARGRETHE II DANMARKS DRONNING (королева Маргрете II Данії). Реверс залишився таким же.
Сучасний дизайн монети вперше був відкарбований у 1992 році та введений в обіг 26 січня 1993 року Монограма королеви та корона прикрашають аверс у вигляді візерунка навколо центрального отвору, а реверс заснований на доісторичному данському мистецтві. Починаючи з 2000 року, на лицьовій стороні немає жодних знаків монетного двору.